# Piper arbelaezii
Piper arbelaezii är en pepparväxtart som beskrevs av Trel. & Yunck.. Piper arbelaezii ingår i släktet Piper och familjen pepparväxter. Inga underarter finns listade i Catalogue of Life.